# 穿楊奇花介
穿楊奇花介（学名：Perissocytheridea chuangyanga）为荊花介科奇花介屬下的一个种。